# Кувейтсько-недждська війна
Кувейтсько-недждська війна (араб. الحرب النجدية الكويتية) — збройний конфлікт, що відбувався у північно-східній частині Аравійського півострова після Першої світової війни. Війна сталася через те, що Ібн Сауд з Неджду хотів анексувати Кувейт. Загострення конфлікту між Кувейтом і Недждом призвело до загибелі сотень кувейтців. Спорадичні сутички на кордоні між двома державами відбувалися протягом 1919—1920 років. На конференції в Укеїрі в 1922 році були встановлені кордони Кувейту і Неджду. Втім, Кувейт не мав свого представника на конференції в Укеїрі. Після цієї конференції Кувейт все ще піддавався саудівській економічній блокаді і періодичним саудівським рейдам.
Так, після завершення війни Ібн Сауд запровадив торговельну блокаду Кувейту на 14 років, що діяла з 1923 по 1937 рр. Метою економічних та військових нападів Саудівської Аравії на Кувейт була анексія якомога більшої частини кувейтської території.

## Історія війни
У 1913 році емір Ер-Ріяда Абдель-Азіз ібн Сауд відвоював у Османської імперії санджак Хаса, ставши новим сусідом емірату Кувейт. Згідно з англо-османською конвенцією 1913 року, кордон Кувейту простягався на південь до Маніфи (близько 200 км від Кувейту), але нова розширена саудівська держава не визнала цю конвенцію, оскільки османська провінція приєдналася до Неджду.
У 1919 році шейх Салім аль-Мубарак ас-Сабах мав намір побудувати торговельне місто на півдні Кувейту. Це спричинило дипломатичну кризу з Ен-Недждом, але Британія втрутилася і відрадила шейха Саліма від нагнітання обстановки.
У 1920 році спроба іхванів побудувати фортецю на півдні Кувейту призвела до битви при Хамді у травні 1920 року. У цьому зіткненні взяло участь 2 000 іхванських бійців, яким протистояли 100 кувейтських вершників і 200 піхотинців. Битва тривала шість днів і призвела до суттєвих, але невідомих втрат з обох сторін, але вважалося за результатами перемогою іхванських сил і призвело у жовтні 1920 року до битви при Джахрі на підступах до Червоного форту Кувейту.
У битві при Джахрі сили трьох-чотирьох тисяч іхванів на чолі з Фейсалом ад-Дувайшем атакували Червоний форт в Аль-Джахрі, який захищали півтори тисячі осіб. Форт було взято в облогу, а становище кувейтців вважалося надзвичайно хитким; якби форт упав, Кувейт, ймовірно, був би включений до складу імперії Ібн Сауда.
Атака на Іхван на деякий час була відбита, почалися переговори між Салімом і ад-Дувейшем; останній погрожував новим наступом, якщо кувейтські війська не покладуть зброю. Місцеве купецтво переконало Саліма покликати на допомогу британські війська, які з'явилися з літаками і трьома військовими кораблями, припинивши атаки.
Після битви при Джахрі воїни Ібн Сауда, іхвани, зажадали від Кувейту дотримання п'яти правил: виселити всіх шиїтів, прийняти доктрину іхванів, назвати турків «єретиками», заборонити куріння, мункар і проституцію, а також ліквідувати американський місіонерський госпіталь.
Укеїрський протокол 1922 року встановив кордон Кувейту з Саудівською Аравією, а також створив саудівсько-кувейтську нейтральну зону площею близько 5180 км², що прилягає до південного кордону Кувейту.